# ابرآگهی

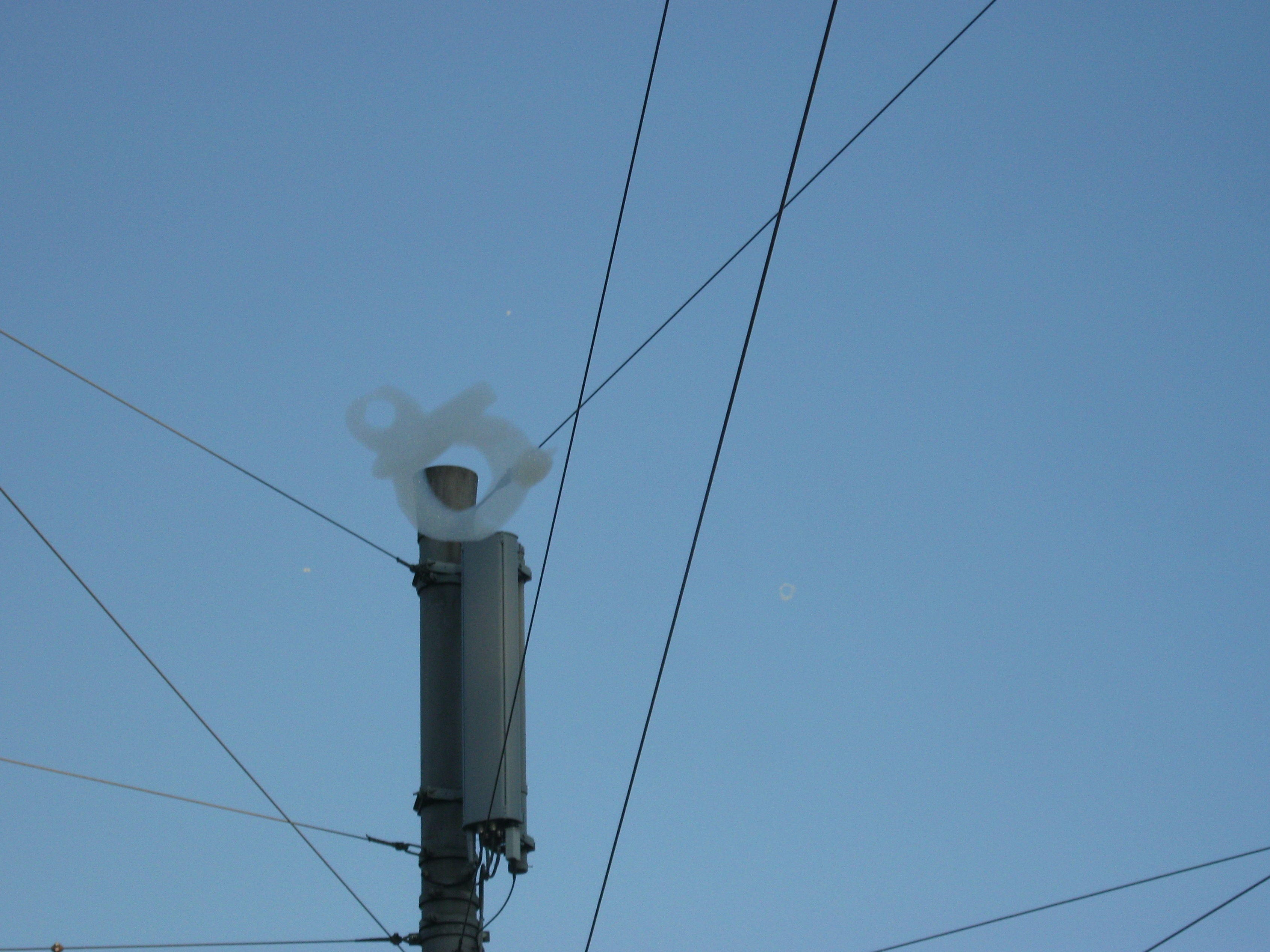
ابرآگهی در اسچریت پرید، زوریخ

ابرآگهی‌ (به انگلیسی: Flogo) فرمی است متشکل از حباب‌های بسیار کوچک که به طرز شگفت‌انگیزی شکلی را تشکیل می‌دهند و در آسمان شناور می‌شوند.

## ابرآگهی از چه موادی تشکیل شده‌است؟
سورفکتانت (ماده‌ای که نقش بسیار مهمی در بدن انسان برای ضدعفونی ریه‌ها دارد)، ترکیبات پایه‌ایِ فوم، آب و هلیوم مواد تشکیل‌دهندهٔ آن است.
ابرآگهی‌ها برای انسان و محیط‌زیست، صددرصد امن و بی‌ضرر هستند.
زمان موردنیاز برای تولید هر ابرآگهی به‌طور متوسط بین ۱۵ تا ۵۰ ثانیه است. این عدد با توجه به ابعاد ابرآگهی و ضخامت آن قابل تغییر است.
ابرآگهی‌ها می‌توانند از ۲ تا ۴۰ کیلومتر پرواز کنند، و تا ارتفاع ۱۵۰۰ متری بالا بروند. حرکت آن‌ها بسیار آهسته است؛ بنابراین، برای مدت‌زمان زیادی قابل مشاهده هستند.
در حال حاضر، دستگاه‌های تولید ابرآگهی در دو مدل ۶۰ و ۹۰ موجودند که هر کدام به‌ترتیب ابرآگهی‌هایی به بزرگی ۶۱ و ۹۱ سانتی‌متر تولید می‌کنند. بدیهی‌ست هرچه اندازهٔ ابرآگهی بزرگ‌تر باشد قابلیت نمایش جزئیات بیشتری را خواهد داشت.
تاکنون بسیاری از برندهای بزرگ در سراسر دنیا از ابرآگهی برای کمپین‌های تبلیغاتی خود استفاده کرده‌اند.
کمپانی‌های مرسدس-بنز، آئودی، ب‌ام‌و، آدیداس، رد بول، پپسی، مک‌دونالد، والت دیزنی، نینتندو، اورنج، وسترن یونیون و شرایتون از آن جمله‌اند.

## اختراع‌ها
- US 6868691
- US 6321559
- US 6474091
- US 6474090